# يان مارتنز
يان مارتنز (بالهولندية: Jan Martens)‏ هو فنان ورسام هولندي، ولد في 19 أبريل 1939 في آيندهوفن في هولندا.